# Arbuskuläre Mykorrhizapilze
Die Arbuskulären Mykorrhizapilze (Glomeromycetes) oder kurz AM-Pilze (englisch arbuscular mycorrhizal fungi, AMF) sind die verbreitetsten und ältesten Mykorrhiza-Pilze. Verbreitet sind noch die Bezeichnungen VAM- oder VA-Pilze. Mehr als 80 % aller Landpflanzen gehen eine symbiotische Beziehung mit diesen Pilzen ein. So bilden zum Beispiel die Süßgräser (Poaceae) wie die meisten krautigen Pflanzen Symbiosen mit AM-Pilzen. Auch die meisten verholzten Pflanzen (weltweit gesehen) leben mit AM-Pilzen in Symbiose.
Ehemals stellte man die AM-Pilze zu den Jochpilzen (Zygomycota). Genetische Studien zeigten, dass sie eine völlig eigene Abteilung Glomeromycota bilden und nicht einfach nur „imperfekte“ Jochpilze sind.
Bekannte Gattungen der Glomeromycota sind beispielsweise Glomus und Gigaspora. Die größten Sporen der Glomeromycota werden fast 1 mm groß, die kleinsten nur etwa 40 µm. Manche Arten bilden bisweilen Fruchtkörper, die bis 3 cm Durchmesser haben können (hypogäische Fruchtkörper) und Sporencluster oder Sporokarpe darstellen.
Die Häufigkeit von arbuskulären Mykorrhizapilzen nimmt mit der Menge an Pestizidrückständen im Boden ab.

## Merkmale
Die Glomeromycota leben im Erdreich. Es sind über 200 Arten bekannt. Ihre Hyphen sind vielkernig und nicht durch Septen untergliedert. Da die Hyphen in die Rindenzellen der Pflanzenwurzeln eindringen, spricht man von einer Endomykorrhiza (griechisch endo „innen“). Die von den Pilzen gebildeten bäumchenartigen Hyphenstrukturen innerhalb der Wurzelrindenzellen sind charakteristisch für die Glomeromycota und heißen (nach dem lateinischen Wort arbusculum „Bäumchen“) Arbuskel. Die Fortpflanzung erfolgt über große Sporen mit dicken Wänden, die ein Dauerstadium darstellen. Nach der Keimung dringen die Hyphen gleich in die Wurzeln des Symbiosepartners ein. Sexuelle Fortpflanzung ist bei diesen Pilzen nicht bekannt.

## Evolution
Die Entstehung der arbuskulären Mykorrhiza durch Glomeromycota lässt sich in das Zeitalter des Ordovizium datieren, als erste moosähnliche Pflanzen begannen, das Festland der Erde zu besiedeln. Vermutlich existieren AM-Pilze bereits seit 900 oder gar 1200 Millionen Jahren, sie sind also schon wesentlich älter als die Landpflanzen. 2013 wurden in Südafrika Fossilien entdeckt, die als 2,2 Milliarden Jahre alte „arbuskuläre Mykorrhiza-Pilze“ beschrieben wurden: Diskagma buttonii. Als Symbiosepartner kamen damals Cyanobakterien in Frage. Diese Möglichkeit wird gestützt durch die heutige Existenz einer Symbiose von Glomeromycota (Geosiphon pyriformis) mit Cyanobakterien (Nostoc), welche die einzige bekannte Endosymbiose eines Pilzes mit Cyanobakterien ist.

## Systematik
Nach AMF phylogeny (LMU München) sind die Glomeromycota folgendermaßen systematisiert; die Ordnungsgliederung wurde auch in der Systematik nach Hibbet et al. 2007 übernommen. Nach Spatafora und Mitarbeitern (2016) bilden die Arbuskulären Mykorrhizapilze eine Unterabteilung (Glomeromycotina) in der Abteilung der Mucoromycota zusammen mit 2 weiteren Unterabteilungen Mortierellomycotina und Mucoromycotina. Diese Einteilung wurde aber noch nicht generell anerkannt.
Reich: Pilze (Fungi)
Abteilung: AM-Pilze (Glomeromycota)
Klasse: Glomeromycetes
- Ordnung: Jochtrüffelartige (Glomerales)
  - Familie: Jochtrüffelverwandte (Glomeraceae) (mind. 1 weitere Familie)
    - Gattung: Glomus (mind. 3 weitere Gattungen)
- Ordnung: Diversisporales
  - Familie: Acaulosporaceae
    - Gattung: Acaulospora
    - Gattung: Kuklospora

  - Familie: Entrophosporaceae (Zugehörigkeit zu Ordnung bisher nicht belegt)
    - Gattung: Entrophospora

  - Familie: Diversisporaceae
    - Gattung: Diversispora (mind. 1 weitere mit 'Glomus' Arten)

  - Familie: Gigasporaceae
    - Gattung: Gigaspora
    - Gattung: Scutellospora

  - Familie: Pacisporaceae
    - Gattung: Pacispora
- Ordnung: Archaeosporales
  - Familie: Archaeosporaceae
    - Gattung: Archaeospora
    - Gattung: Intraspora

  - Familie: Ambisporaceae
    - Gattung: Ambispora

  - Familie: Geosiphonaceae
    - Gattung: Geosiphon
- Ordnung: Paraglomerales
  - Familie: Paraglomeraceae
    - Gattung: Paraglomus

Wie man unschwer feststellen kann, haftet der vorangehenden, zum großen Teil auf einer molekularen Phylogenie aufbauenden, Systematik noch etwas Vorübergehendes an. Die Gattung Glomus ist noch immer polyphyletisch, das bedeutet, sie ist nicht aus einem gemeinsamen Vorfahren hervorgegangen. Eine weitere Veränderung der Systematik aufgrund neuerer genbasierender Untersuchungen ist zu erwarten.

### Abgrenzung
Die früher zu den Jochtrüffelartigen gestellte Gattung Endogone (ein typischer Vertreter der Jochpilze) hat nichts mit den Glomeromycota respektive den Glomeromycetes respektive den Glomerales zu tun.